# 92 (tal)
92 (nittiotvå) är det naturliga talet som följer 91 och som följs av 93.
- Hexadecimala talsystemet: 5C
- Binärt: 1011100
- har primfaktoriseringen 22 · 23
- har delarna 1, 2, 4, 23, 46 och 92.
- Summan av delarna: 168

## Inom matematiken
- 92 är ett jämnt tal.
- 92 är ett pentagontal
- 92 är ett extraordinärt tal
- 92 är ett aritmetiskt tal
- 92 är ett palindromtal i det senära talsystemet.

## Inom vetenskapen
- Uran, atomnummer 92
- 92 Undina, en asteroid
- M92, klotformig stjärnhop i Herkules, Messiers katalog